# 하늘이 무너져도
"하늘이 무너져도"는 1962년 공개된 대한민국의 영화이다.

## 배역
- 김희갑 : 조문달 역
- 조미령 : 세월이 역
- 구봉서 : 정맹추 역
- 이예춘 : 사또 역